# Batalla de Calanda
La Batalla de Calanda fue uno de los episodios de la primera guerra carlista.

## Antecedentes
La rebelión estalló después de la convocatoria de Cortes del 20 de junio de 1833, cuando el pretendiente don Carlos, refugiado en Portugal, se negó a jurar lealtad a María Cristina de Borbón-Dos Sicilias. El 1 de octubre, apoyado por Miguel I de Portugal reivindicó su derecho al trono. 
En la práctica la rebelión empezó el día 2 en Talavera de la Reina cuando los voluntarios realistas locales proclamaron a Carlos rey de España y se iniciaron una serie de insurrecciones de guerrilleros, exmilitares y voluntarios, asumiendo en muchos casos el control del gobierno municipal. En Cataluña, la rebelión de Josep Galceran en Prats de Llusanés el 5 de octubre fue sofocada por el capitán general Llauder. En Morella, Rafael Ram de Víu y Pueyo proclamó rey a Carlos V el 13 de noviembre, pero ante la dificultad de defender la localidad frente al gobernador de Tortosa Manuel Bretón, que se  dirigía ahí con 600 hombres y artillería,[1] evacuó la villa 9 de diciembre. Sus 1.200 partidarios marcharon en dirección a Calanda mientras el coronel Linares se dirigía a Calanda para interceptar a los carlistas con 800 hombres y 27 jinetes.

## La batalla

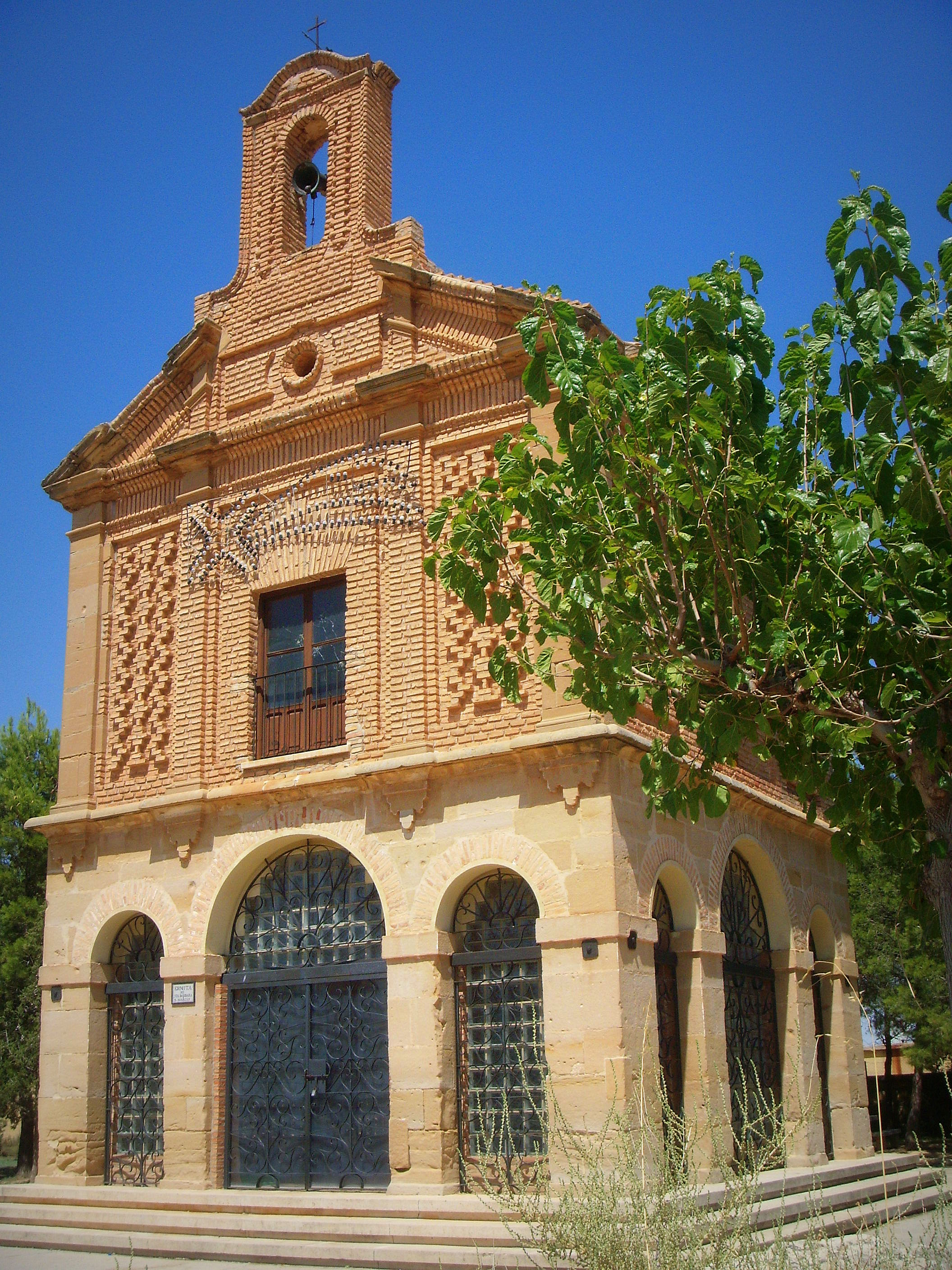
La Ermita de Santa Bárbara: uno de los escenarios de la Batalla de Calanda.

El 6 de diciembre de 1833, al ver a los liberales, los carlistas de Ram de Víu que ocupaban la ermita de Santa Bárbara abrieron fuego y se retiraron a las trincheras montadas en Calanda. Esa fue la posición del grueso de las tropas carlistas, que recibieron un ataque frontal hasta que salieron en desbandada y fueron capturados por los liberales. La localidadfue ocupada por fuerzas liberales el 10 de diciembre.

## Consecuencias
Ram de Víu escapó, dejando mujer e hijos en manos de los liberales, pero fue reconocido y capturado el 27 de diciembre en Manzanera. Fue juzgado y fusilado en Teruel el 12 de enero de 1834. Manuel Carnicer asumió la jefatura militar del ejército carlista en el Bajo Aragón y el Maestrazgo e intentó unir sus fuerzas con las que operaban en el Principado, extendiendo la revuelta en el valle del Segre y el Urgel. Sin embargo, fracasó tras sufrir una severa derrota cerca de la población de Mayals.